# FK Dečić
FK Dečić este un club de fotbal din Tuzi, Muntenegru.